# Ōhiwa Harbour
Ōhiwa Harbour ist ein Naturhafen im Whakatāne District der Region Bay of Plenty auf der Nordinsel von Neuseeland.

## Geographie
Der 26,4 km² große Naturhafen befindet sich an der Küste der Bay of Plenty mit Zugang zum Pazifischen Ozean. Das Gewässer besitzt eine Ost-West-Ausdehnung von 9,36 km, reicht maximal 6,33 km ins Landesinnere hinein und misst an seiner breitesten Stelle rund 3,5 km. Die Küstenlinie des weitverzweigten und mit mehreren Meeresarmen ausgestatteten Naturhafens erstreckt sich über eine Länge von rund 56 km.
Die wichtigsten Zuflüsse kommen über den Nukuhou River und 16 weiteren nennenswerten Streams (Bäche), die zusammen bei einer Gesamtlänge der Flüssläufe von rund 171,4 km eine Fläche von 171 km² entwässern. Das Hafengebiet ist zum Teil stark verlandet und mit mehreren Inseln durchsetzt, die da sind von West nach Ost gelistet: Ohakana Island, Uretara Island, Whangakopikopiko Island, Motuoto Island, Hokianga Island, Pataua Island. Bei Ebbe fällt rund 83 % des Hafengebietes trocken.
Der Ōhiwa Harbour ist durch eine rund 6,7 km lange Landzunge, auf der sich die Orte Ōhope, Port Ōhope befinden, vom Meer abgetrennt. Was bleibt ist ein rund 625 m breiter Zugang zum Hafen, der sich im nordöstlichen Teil das Gewässers befindet. Zu erreichen ist der Naturhafen über den New Zealand State Highway 2, der von Whakatāne kommend in Richtung Opotiki verläuft und südöstlich des Hafens vorbeiführt.

## Geologie
Das Basisgestein des Gebietes des Naturhafens besteht vorwiegend aus Grauwacke und stammt aus dem späten Jura bis späten Kreide. Die darüber liegenden Ablagerungen stammen aus dem Pleistozän sowie Bimsstein und Vulkanasche von den Vulkanausbrüchen aus der Gegend um Rotorua und dem Vulkan Taupō.

## Flora und Fauna
In den Flachwassergebieten des Naturhafen kommen bevorzugt drei Muschelarten vor, Cockle (Austrovenus stuchburyi), Pipi (Paphies australis) und Austern (Tiostrea chilensis lutria).
Da sich die Mangroven über viele Jahrzehnte hin in dem Gewässer stark ausgebreitet und somit die Vielfalt der Vegetation beeinträchtigt haben, wurden in den Jahren 2011 bis 2013 die Fläche von rund 11,7 Hektar von den Mangroven befreit.